# Otus megalotis
El autillo filipino o autillo orejudo de Luzón (Otus megalotis) es una especie de ave estrigiforme de la familia Strigidae nativo de las Filipinas. El autillo de Everett (Otus everetti) y el autillo de Negros (Otus nigrorum) fueron anteriormente considerados de la misma especie.

## Comportamiento
Cazan durante la noche, se alimenta principalmente de insectos. Viven solos o en parejas monógamas. Se reproducen durante todo el año, las puestas son de 1 a 2 huevos. Anidan en los huecos de árboles en bosques de tierras bajas de Luzón, Catanduanes y Marinduque.